# Levan Sanadze
Levan Sanadze (in georgiano ლევან სანაძე?, in russo Леван Санадзе?; Tbilisi, 16 agosto 1928 – Mosca, 24 agosto 1998) è stato un velocista sovietico.

## Palmarès

### Olimpiadi
- Argento a Helsinki 1952 nella staffetta 4×100 metri.

### Europei
- Oro a Bruxelles 1950 nella staffetta 4×100 metri.
- Bronzo a Berna 1954 nella staffetta 4×100 metri.